# Assedio di Saint-Martin-de-Ré (1627)
L'assedio di Saint-Martin-de-Ré o assedio di St. Martin (in francese: Siège de Saint-Martin-de-Ré) fu un fatto bellico nell'Ile de Ré attorno alla fortezza della città di Saint-Martin-de-Ré, accaduto quando George Villiers, I duca di Buckingham tentò di occupare l'isola nel 1627. Dopo tre mesi di combattimenti, ad ogni modo, il governatore dell'isola Toiras e le rilevanti forze francesi riuscirono ad espellere il duca di Buckingham, il quale venne forzato a ritirarsi sconfitto. Questo incontro seguì un'altra disfatta del Buckingham, già avvenuta nel 1625 con la Spedizione di Cadice, e viene considerata l'apertura del conflitto anglo-francese, a sua volta parte della Guerra dei Trent'anni.

## Lo sbarco

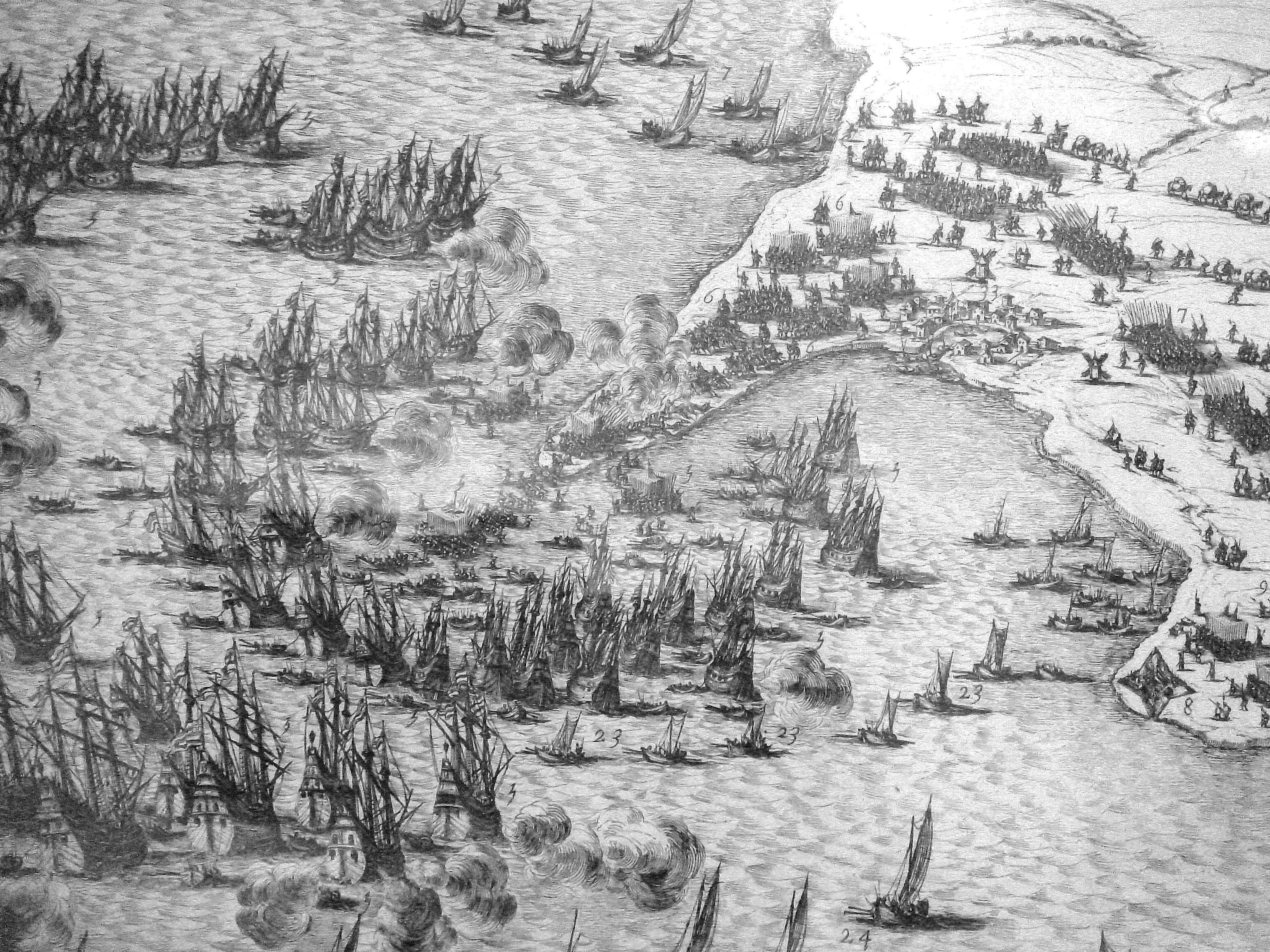
Lo sbarco di Buckingham a Sablanceau (dettaglio).

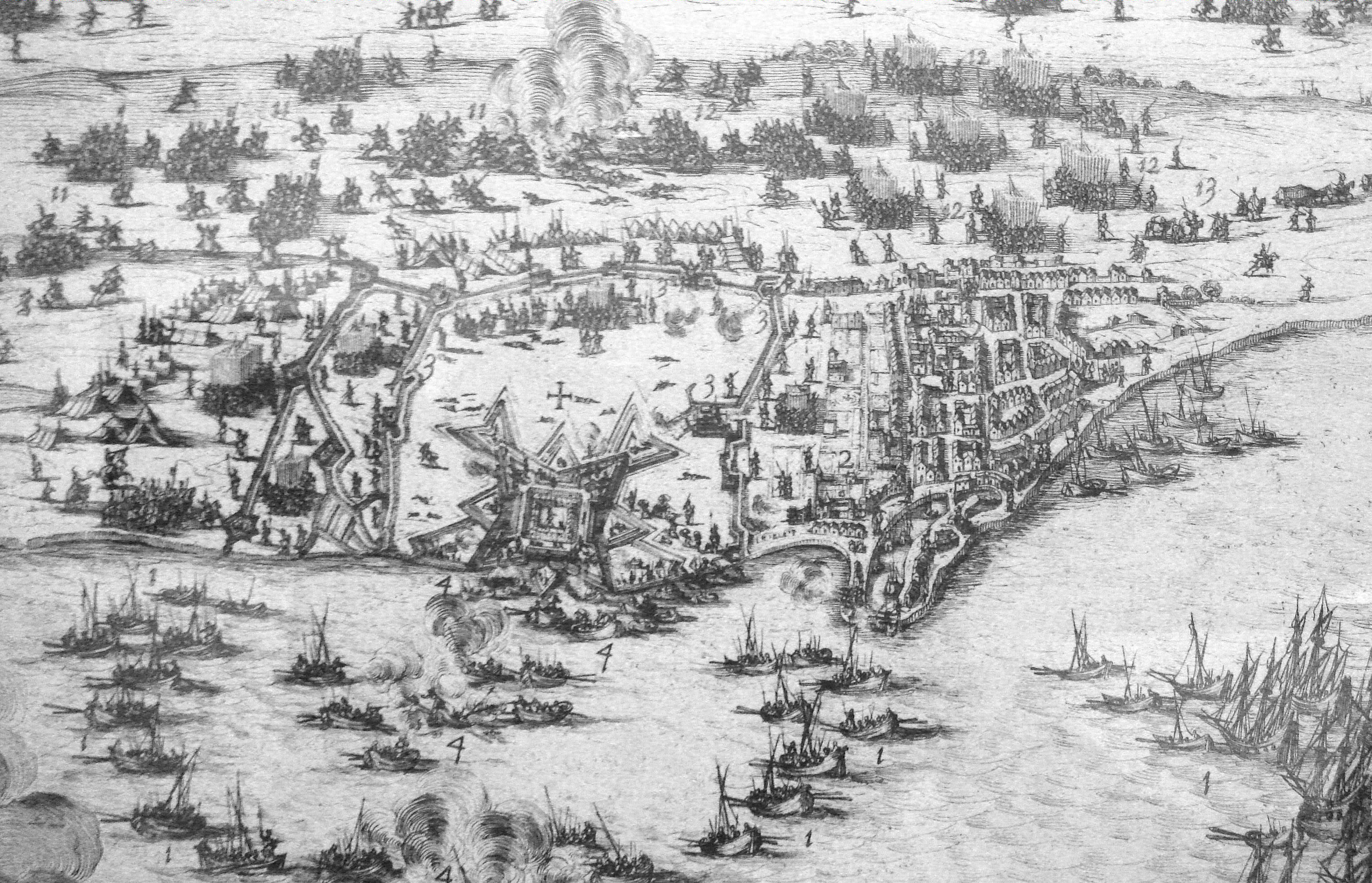
Le forze inglesi assediano la cittadella di Saint-Martin-de-Ré (dettaglio).

Il 12 luglio 1627 iniziò l'invasione da parte degli inglesi con 100 navi e 6 000 soldati sotto il comando del duca di Buckingham invasero l'Ile de Ré dalla spiaggia di Sablanceau con l'obbiettivo di prendere il controllo sulle navi che si avvicinavano a La Rochelle, e di incoraggiare così la ribellione della città ai francesi. Buckingham era intenzionato a prendere il controllo del Fort de La Prée e della cittadella fortificata di Saint-Martin-de-Ré. Toiras combatté per evitare lo sbarco da dietro delle colline naturali dell'isola con una forza di 1 200 fanti e 200 cavalieri, ma gli inglesi riuscirono comunque a scendere sull'isola pur pagando la morte di 100 uomini e 12 ufficiali solo in questa fase preliminare.
Nel giro di tre giorni Buckingham consolidò le sue posizioni e Toiras si ritirò nella cittadella di Saint Martin con 1 000 uomini per predisporre le difese necessarie. Buckingham aveva programmato di assediare la cittadella sebbene questo si dimostrasse più difficile del previsto.
L'ingegnere inglese era caduto durante lo sbarco ed i cannoni si presentavano troppo piccoli per poter competere con le fortificazioni francesi. L'assedio continuò ad ogni modo strenuamente sino all'ottobre di quell'anno.

## Rinforzi

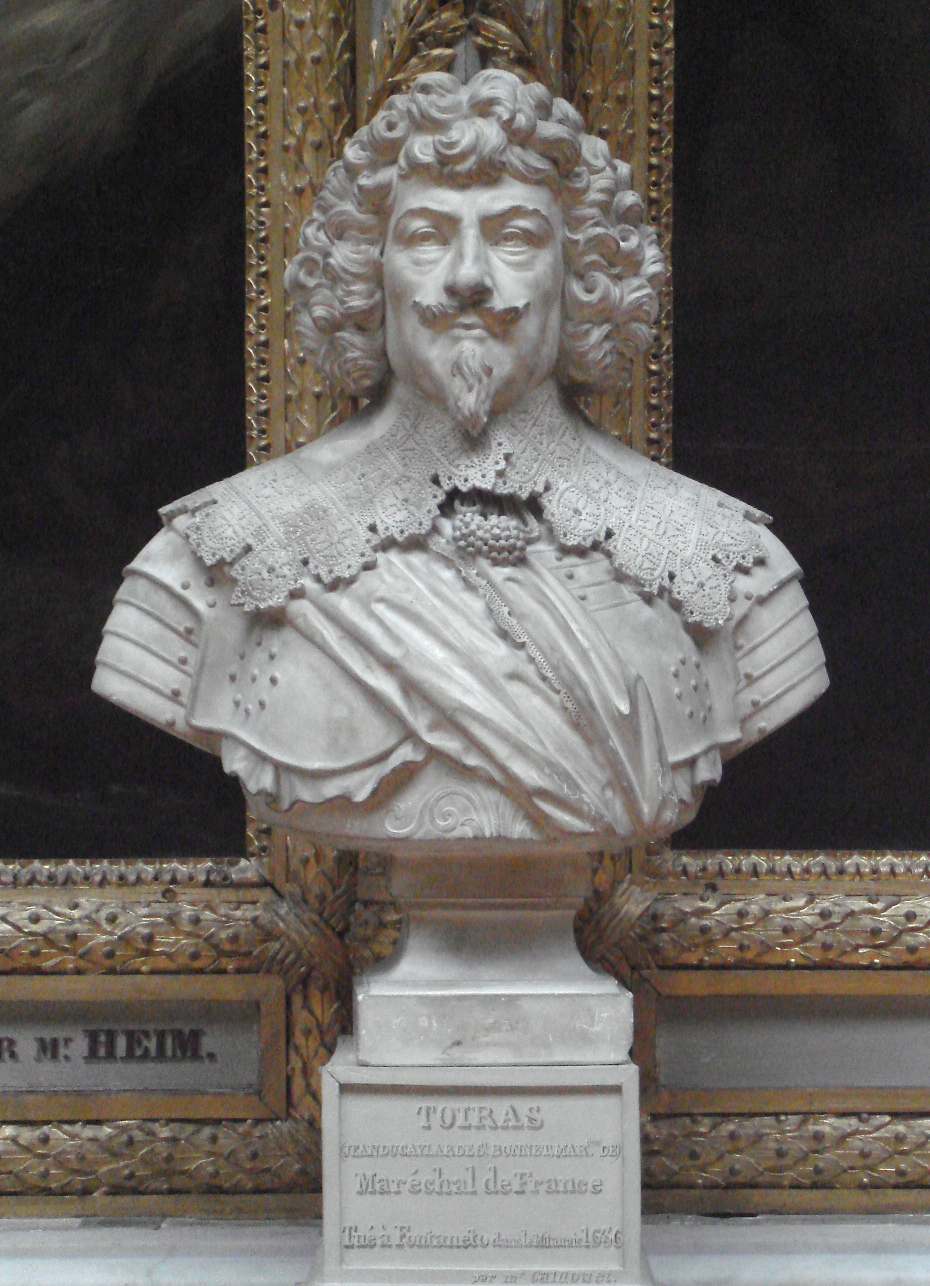
Il Governatore dell'Ile de Ré (e futuro Maresciallo di Francia) Toiras diresse la difesa di Saint-Martin-de-Ré. Busto conservato a Versailles.

Per gli inglesi con l'autunno giunse la necessità di richiedere rinforzi alla madrepatria, anche se questo atto non si dimostrò semplicissimo. Il 3 settembre 1627, ad ogni modo, giunsero 2 000 soldati irlandesi al comando di Sir Ralph Bingley, oltre ad una piccola flotta di supporto comandata da Sir William Beecher con 400 mercenari.
Una flotta scozzese composta di 30 navi e 5 000 uomini avrebbe dovuto giungere in quello stesso mese in Francia per dare manforte al duca di Buckingham, ma venne dispersa presso le coste del Norfolk da una tremenda tempesta.
Una flotta di dimensioni considerevoli al comando del Conte di Holland era in preparazione nello stesso periodo ma quando partì il 6 novembre 1627, lo scontro era ormai terminato.
I francesi d'altro canto, malgrado le difficoltà, riuscirono a ottenere una flotta di supporto tra il 7 e l'8 ottobre 1627, composta di 29 navi e da 4 000 uomini che giunsero a sud dell'isola il 20 ottobre. Queste truppe erano comandate dal Maresciallo di Francia Henri de Schomberg.

## Assalto finale e ritirata degli inglesi

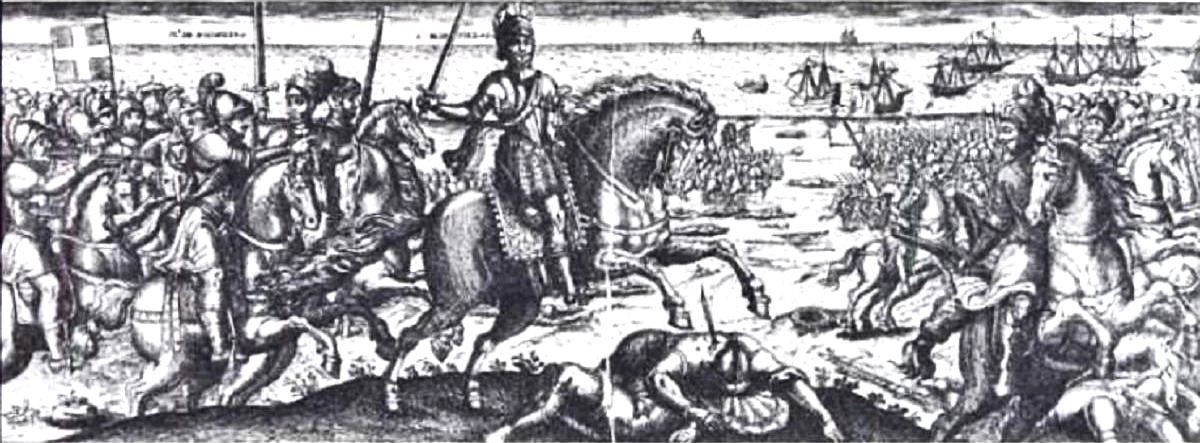
Il maresciallo Henri de Schomberg e Toiras sconfiggono le forze inglesi del duca di Buckingham ponendo fine all'assedio. Opera di Michel de la Mathonière, 1627.

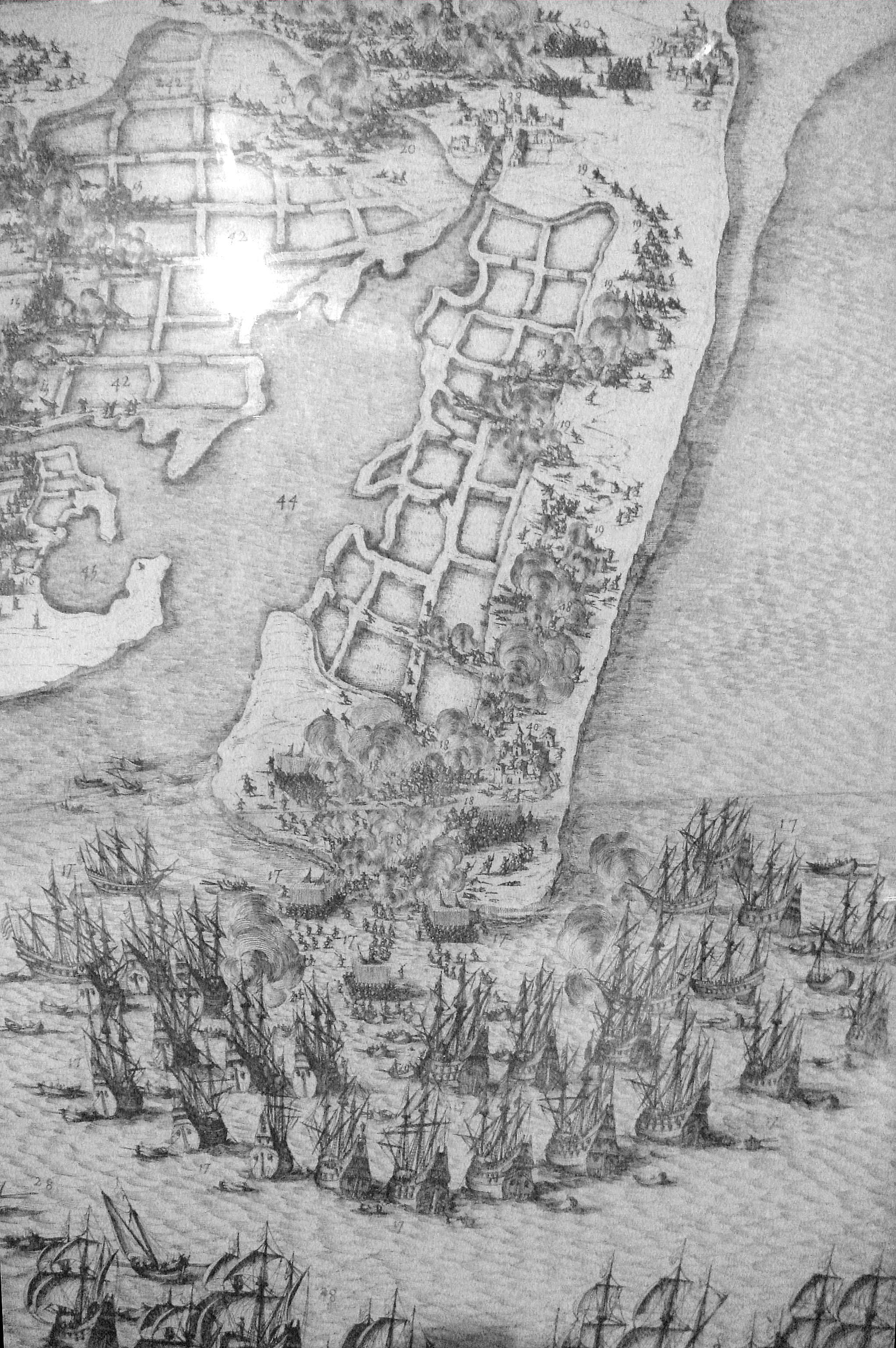
Ritirata e imbarco del duca di Buckingham a Loix.

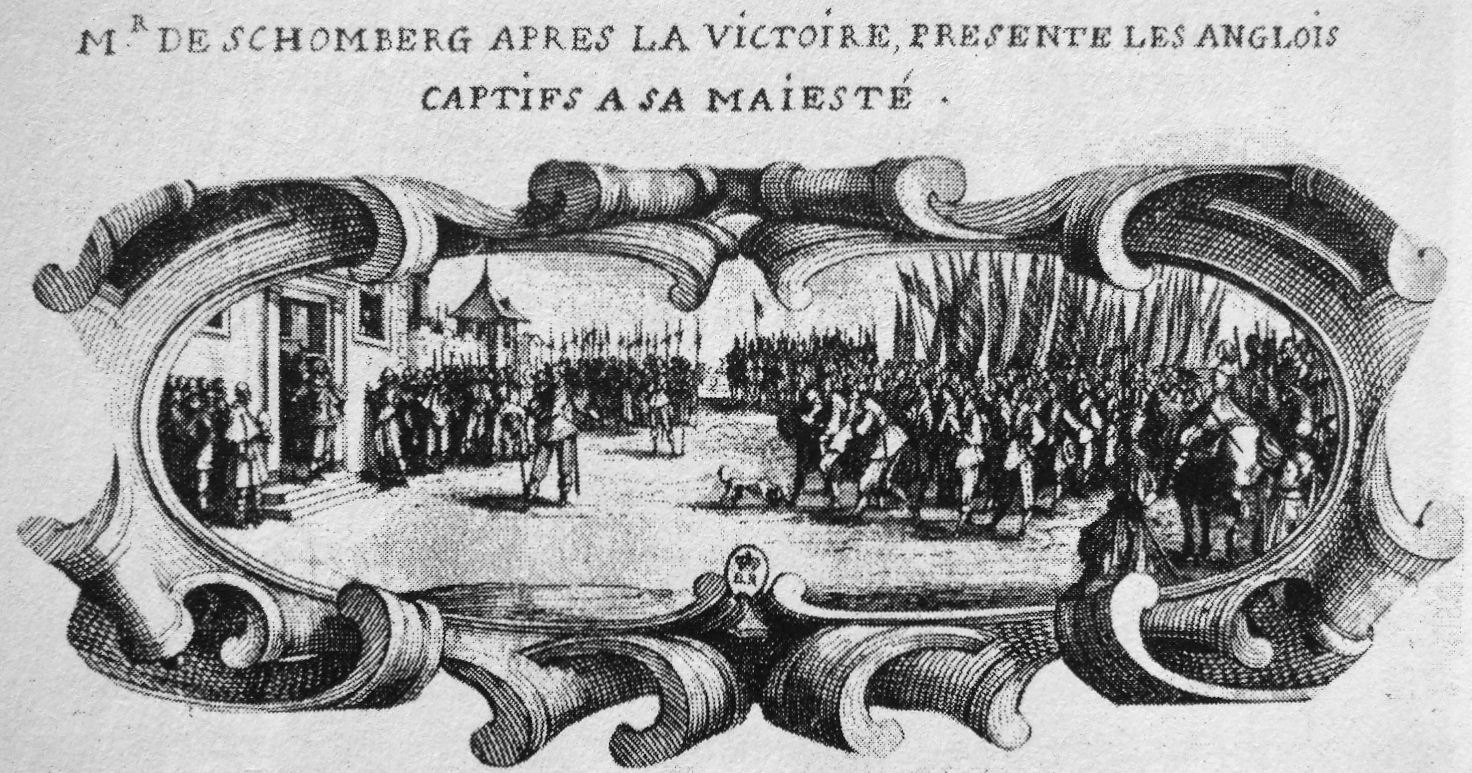
Schomberg presenta i prigionieri inglesi al re di Francia.

Buckingham tentò un ultimo disperato attacco alla fortezza di Saint Martin il 27 ottobre, ma anche questo si dimostrò fallimentare. la fortezza di Saint Martin ancora una volta diede prova di essere inespugnabile e gli inglesi non erano attrezzati adeguatamente a superare queste difficoltà.
Sebbene anche la guarnigione francese fosse ormai esausta, la pericolosità di cadere prigioniero con i propri uomini in mano nemica fece desistere il duca inglese dal proseguire l'assedio ed egli diede ordine di spostarsi a nord, presso Loix con l'obbiettivo di imbarcarsi. Buckingham perse più di 5 000 solo in questa campagna, su una forza totale di 7 000 con un risultato disastroso.

## Seguito

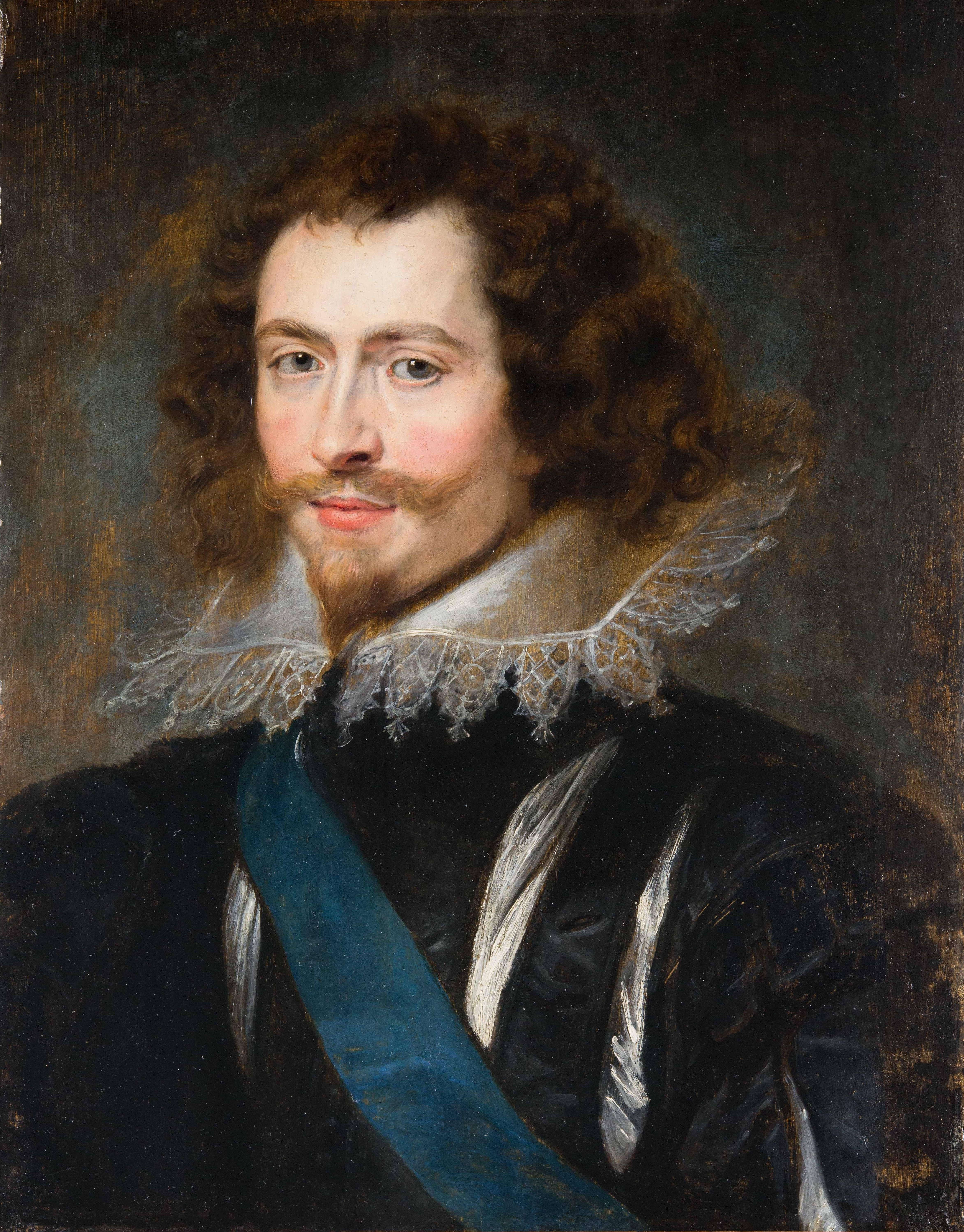
George Villiers, I duca di Buckingham si ritira dopo la sconfitta.

Dopo due mesi d'assedio a Saint-Martin-de-Ré, la popolazione di La Rochelle iniziò finalmente le aperte ostilità contro il governo centrale della Francia nel settembre di quell'anno, dando inizio all'Assedio di La Rochelle.
Dopo la sconfitta del duca di Buckingham nell'ottobre di quell'anno, l'Inghilterra tentò di inviare due flotte per aiutare La Rochelle. La prima, guidata da William Feilding, I conte di Denbigh lasciò le coste della madrepatria nell'aprile del 1628, ma fece ritorno senza combattere a Portsmouth.
Tornato in Inghilterra, Buckingham tentò di organizzare un secondo assedio a La Rochelle ma egli venne ucciso a Portsmouth il 23 agosto 1628 da John Felton, un ufficiale d'armata che era stato ferito nell'ultima campagna e che era più volte stato scalzato in azioni di rilievo dallo stesso duca di Buckingham. Felton venne impiccato nel novembre di quell'anno e Buckingham venne sepolto nell'Abbazia di Westminster.
La seconda flotta era invece comandata dall'Ammiraglio Robert Bertie, I conte di Lindsey e partì nell'agosto del 1628, ma rimase bloccata di fronte a La Rochelle dalle mura marine erette dai francesi.
Esausta e senza rinforzi, la città di La Rochelle infine si arrese alle truppe francesi il 28 ottobre 1628. A seguito di queste sconfitte, l'Inghilterra concluse il proprio coinvolgimento nella Guerra dei Trent'anni negoziando i trattati di pace con la Francia nel 1629 e con la Spagna nel 1630.
A seguito di questi conflitti, il porto principale di Saint Martin venne successivamente fortificato da Vauban nel 1681.

## Note

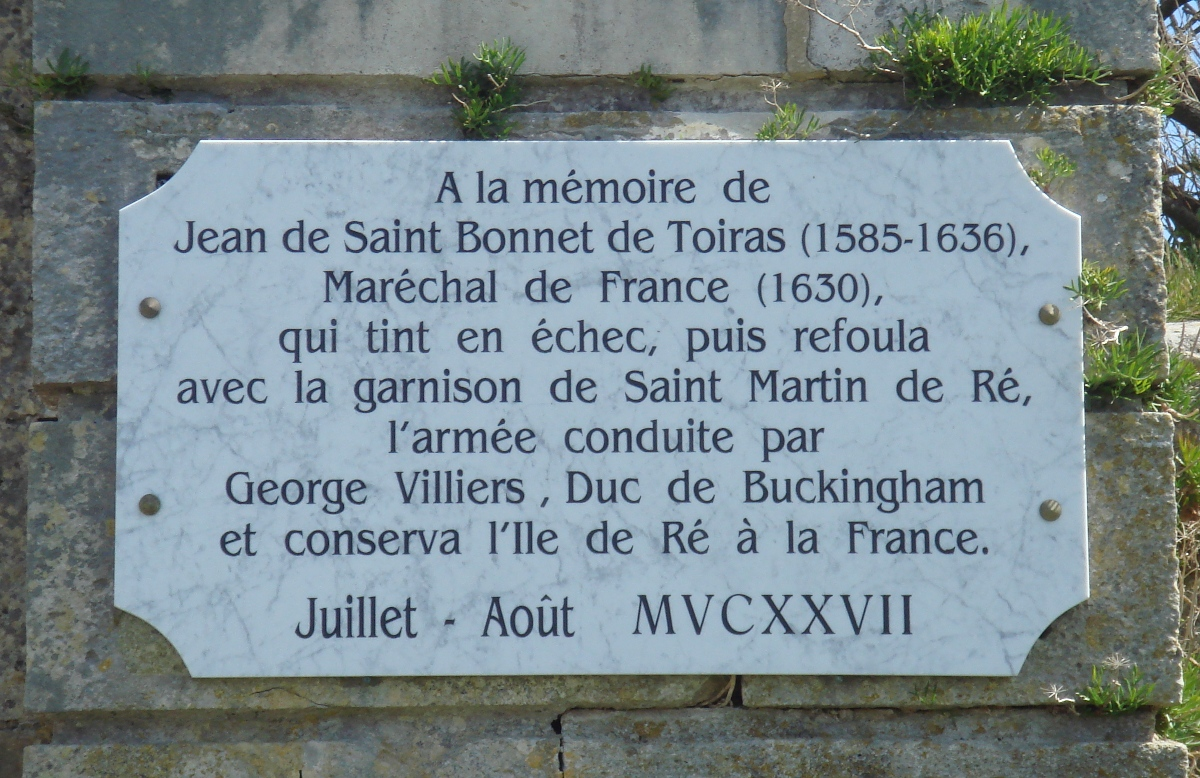
Targa a Toiras, difensore di Saint-Martin-de-Ré.

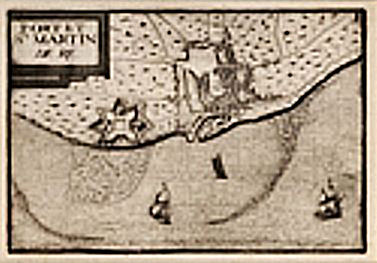
Mappa di Saint-Martin-de-Ré, con la fortezza (a sinistra) e la città (a destra), XVII secolo, prima dell'allargamento delle fortificazioni operato da Vauban nel 1681.